# Michael Bogdan
Michael Bogdan, född 2 december 1946 i Tjeckoslovakien, är professor emeritus vid Lunds universitet. Han har författat flera upplagor av juridiskt doktrin, bland annat för Norsteds juridik.
Bogdan doktorerade i internationell privaträtt i Lund 1975 och var docent i internationell rätt (1978-1984), innan han blev professor i civilrätt (1985-1995), varav tre år innehavare av Torsten och Ragnar Söderbergs professur i utrikeshandelsrätt. Mellan 1995 fram till sin pension 2017 var han professor i internationell och komparativ privat- och processrätt. 

## Utmärkelser, ledamotskap och priser
- Ledamot av Vetenskapssocieteten i Lund (LVSL, 1984)[2]